# إستر ستاوبلي
إستر ستاوبلي (مواليد 3 أكتوبر 1979) هي حكم كرة قدم سويسرية. في ديسمبر 2018 تم تعيينها للتحكيم في كأس العالم للسيدات 2019.

## وصلات خارجية
- إستر ستاوبلي على موقع Soccerway.com (الإنجليزية)
- إستر ستاوبلي على موقع أوليمبيديا (الإنجليزية)